# Callos a la Madrileña

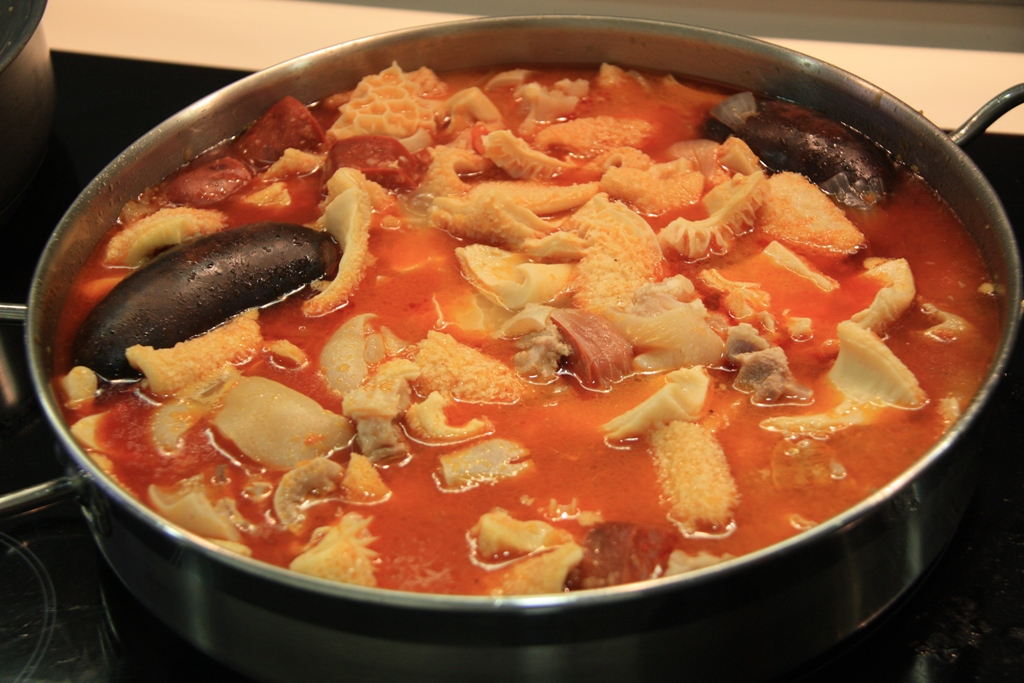
Callos a la Madrileña

Callos a la Madrileña ist ein Kuttelgericht aus Spanien. Es stammt aus Madrid. 
Zur Zubereitung werden Kutteln in große Stücke geschnitten und gründlich zunächst in Essigwasser, dann mit klarem Wasser gereinigt. Kurz vorgekocht werden die Kutteln mit Kalbsknochen oder Kalbsfüßen, Knoblauch, Lorbeerblättern und Salz mehrere Stunden gegart. In einem zweiten Kochgang werden die gegarten Kutteln dann mit Zwiebeln, Tomaten, Olivenöl, Serranoschinken, Chorizo, Morcilla und Gewürzen zu einem Eintopf verarbeitet.

## Variante
Ohne Chorizo und Moricilla, dafür mit Kichererbsen, Petersilie und Möhren wird dieses Gericht in Galicien als Callos y garbanzos zubereitet.